# Silves (Amazonas)
Silves is een gemeente in de Braziliaanse deelstaat Amazonas. De gemeente telt 8.543 inwoners (schatting 2009).